# 下妻市立宗道小学校
下妻市立宗道小学校（しもつましりつ そうどうしょうがっこう）は、茨城県下妻市本宗道120番地にある公立小学校。
下妻市の南部一帯を校区とする。

## 沿革
1888年（明治21年）に設置された豊田郡第二番学区下栗尋常小学校を起源としており、2024年（令和6年）には創立136周年を迎える。2014年（平成26年）には、下妻市立蚕飼小学校と統合した。統合後の校地は、統合前の宗道小学校の所在地である本宗道120番地。2020年（令和2年）、下妻市が全市立小中学校・幼稚園における2学期制導入を決定したことを受けて、2021年（令和3年）より3学期制から2学期制へと移行した。

### 年表
- 1888年（明治21年）- 豊田郡第二番学区下栗尋常小学校として創立。
- 1889年（明治22年）- 宗道尋常小学校に改称。
- 1924年（大正13年） - 現在の所在地に新築移転される。
- 1941年（昭和16年） - 国民学校令により、宗道国民学校に改称。
- 1947年（昭和22年) - 学制改革により、宗道村立宗道小学校に改称。
- 1955年（昭和30年）- 宗道村が千代川村と合併したことを受け、千代川村立宗道小学校に改称。
- 2006年（平成18年） - 下妻市発足を受け、現校名に改称。
- 2014年（平成26年）- 下妻市立蚕飼小学校と統合。
- 2021年（令和3年） - 2学期制に移行。

## 校区
- 下妻市 大園木、鯨、田下、下栗、本宗道、宗道、渋田、見田、唐崎、長萱、伊古立、原、羽子、及び大形小学校区を除く鬼怒[3]

卒業生は基本的に下妻市立千代川中学校へ進学する。

## 卒業生
- 大山悠輔 - 野球選手（阪神タイガース所属）